# برنامج جمناي المتقدم

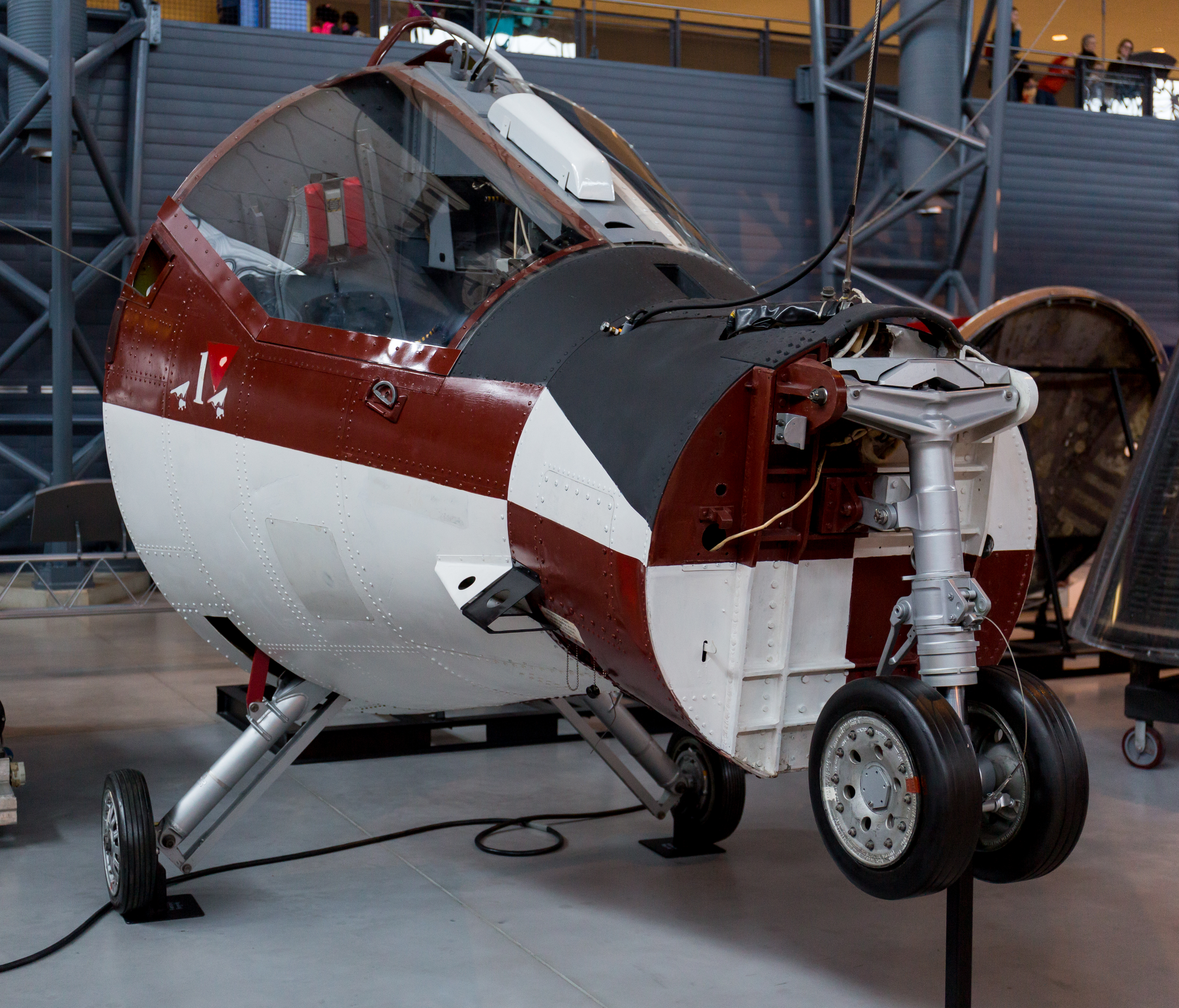
جناح كبسولة فضائية من برنامج جميناي معروضة في أحد المتاحف الفضائية الأميركية

برنامج جمناي المتقدم هو عدد من المقترحات التي من كان شأنها تمديد برنامج جمناي من خلال إضافة مهام مختلفة، بما في ذلك مهمات مأهولة إلى مدار أرضي منخفض، وللدوران حول القمر والهبوط على سطحه. كان برنامج جمناي ثاني برنامج رحلات فضائية مأهولة تديره وكالة ناسا، وتألف من مركبة فضائية ذات مقعدين قادرة على إجراء مناورات مدارية، والالتحام بمركبات فضائية غير مأهولة مثل مركبات أجينا المُستهدفة، والسماح للطاقم بأداء أنشطة خارج المركبة وهم مربوطون بالحبال.
دُرست مجموعة من التطبيقات لمهام جمناي المتقدمة، بما في ذلك إطلاق رحلات عسكرية وطاقم محطة فضائية ومهمات إيصال لوجستية ورحلات قمرية. تراوحت مقترحات المهمات القمرية بين إعادة استخدام أنظمة الالتحام التي طُورت لمركبة أجينا المُستهدفة في مراحل عليا أكثر قوة مثل مرحلة سنتور، التي يمكنها دفع المركبة الفضائية إلى القمر، وتعديلات كاملة لجمناي لتمكينها من الهبوط على سطح القمر. تراوحت تطبيقاتها المُقترحة بين إطلاق مهمات مأهولة للتحليق بجانب القمر قبل أن يصبح برنامج أبولو جاهزًا، وتوفير ملاجئ طارئة أو إنقاذ أطقم أبولو العالقين على القمر، أو حتى استبدال برنامج أبولو.
استخدمت بعض مقترحات جمناي المتقدمة مركبة جمناي الفضائية كما هي، أي دون تعديل تصميم البرنامج الأصلي، بينما تضمنت بعض المقترحات الأخرى تعديلات للسماح للمركبة الفضائية بحمل المزيد من رواد الفضاء، والالتحام بمحطات فضائية، وزيارة القمر، وتنفيذ أهداف أخرى. شملت التعديلات المُقترحة الأخرى إضافة أجنحة أو مظلات إلى المركبة الفضائية، لتمكينها من الهبوط أفقيًا.

## خلفية
كان برنامج جمناي ثاني برنامج رحلات فضائية مأهولة أمريكي بعد ميركوري. كان الهدف منه اختبار التقنيات المطلوبة لبرنامج أبولو، مثل إجراء أنشطة خارج المركبة، والالتقاء والالتحام بالمركبات الفضائية الأخرى، والمناورات المدارية، والرحلات الطويلة.
اعتمد تصميم مركبة جمناي، التي بُنيت بواسطة شركة طائرات ماكدونيل، على تصميم مركبة ميركوري السابقة، ولكنها عُدلت لاستيعاب رائدي فضاء بدلًا من واحد. جُهزت أيضًا بوحدة معدات أكبر، ما سمح لها بدعم مهام أطول، وإجراء مناورات مدارية. أُطلِقت المركبة على متن صاروخ تيتان 2 من مجمع الإطلاق 19 في محطة كيب كانافيرال الجوية. بالمجمل، أُطلِقت اثنتي عشرة مهمة، عشر منها كانت مأهولة. بعد رحلتين تجريبيتين غير مأهولتين، أُطلِقت أول مهمة مأهولة في البرنامج، جمناي 3، في 23 مارس 1965. انتهى البرنامج في 15 نوفمبر 1966 بعد عودة مركبة جمناي 12 بنجاح.
اقتُرحت العديد من التطبيقات الأخرى لمركبة جمناي في مراحل مختلفة قبل وأثناء وبعد العامين اللذين استخدمتهما ناسا خلالهما في رحلات الفضاء المأهولة. على الرغم من عدم الموافقة على المقترحات، فقد أُخذِت العديد منها بجدية، وفي بعض الحالات صُنعت أجهزة الطيران قبل إلغاء البرنامج. في حالة برنامج المختبر المداري المأهول، أُطلِقت مركبة جمناي في رحلة اختبارية دون مدارية لدعم البرنامج. في بعض الحالات، دُمجت التكنولوجيا التي طُورت في برنامج جمناي المتقدم في برامج أخرى، مثل مكونات صاروخ تيتان 3 إم، الذي كان من المقرر أن يطلق المختبر المداري المأهول، لتحديث صواريخ تيتان الأخرى.